# VT-1型原子炉
VT-1型原子炉はソ連海軍の645号計画型原子力潜水艦K-27 (原子力潜水艦)に搭載された、鉛・ビスマス合金を冷却材とする液体金属冷却式原子炉。濃縮ウラン燃料を使用し、73MWの出力を発揮した。
K-27は、ソ連における第1世代の原子力潜水艦であるノヴェンバー型原子力潜水艦の1隻だが、液体金属冷却炉を搭載した唯一の艦である。K-27およびVT-1の運用成績は振るわなかったにもかかわらず、のちにやはり鉛・ビスマス合金を冷却材とする液体金属冷却炉を搭載する705号計画型原子力潜水艦が7隻建造された。
この原子炉は、IPPEの協力のもと、ギドロプレス設計局が開発した。